# Stephen Kramer Glickman
Stephen Kramer Glickman (ur. 17 marca 1979) – kanadyjski aktor i komik.
Znany głównie z roli Gustavo Rocque z serialu młodzieżowego Nickelodeon Big Time Rush. Glickman zagrał rolę Setha w filmie 41-letni prawiczek zalicza wpadkę z Sarą Marshall. Obecnie mieszka w Los Angeles w stanie Kalifornia.

## Filmografia
- 2012: Big Time Rush w akcji jako Gustavo Rocque
- 2010: 41-letni prawiczek zalicza wpadkę z Sarą Marshall jako Seth
- 2009–2013: Big Time Rush jako Gustavo Rocque
- 2008: Jeffrey Ross: No Offense - Live from New Jersey jako Larry
- 2007–2008: Ale jazda! jako Rust Bucket Boy
- 2003: Last Comic Standing jako on sam